# Jāzeps Mediņš
Jāzeps Mediņš (* 13. Februar 1877 in Kaunas; † 12. Juni 1947 in Riga) war ein lettischer Komponist.

## Leben
Jāzeps Mediņš studierte von 1889 bis 1896 am Musikinstitut von Riga, das er von 1901 bis 1911 leitete. Daneben war er von 1906 bis 1911 Dirigent am lettischen Theater. Von 1916 bis 1921 wirkte er als Operndirigent in Baku, ab 1922 in Riga, wo er seit 1945 auch Professor für Klavierspiel am Konservatorium war.
Er komponierte zwei Opern, drei Sinfonien, zwei Orchestersuiten, ein Violinkonzert, kammermusikalische Werke, Chor- und Orgelwerke und mehr als einhundert Lieder.
Seine beiden jüngeren Brüder Jēkabs Mediņš (1885–1971) und Jānis Mediņš (1890–1966) waren ebenfalls bekannte lettische Komponisten.